# Souk Esserairia (Sfax)
Pour les articles homonymes, voir Souk Esserairia.
Le souk Esserairia ou souk El Srayria (arabe : سوق السرايرية soit « souk des armuriers ») est l’un des souks de la médina de Sfax.
Occupant un tronçon du souk El Haddadine, ce souk est spécialisé dans la production de crosses de fusil (dites srir en dialecte local) d’où il tire son nom.